# The Burqaclad Avenger
|  | Denne artikel er oprettet af botten PalnaBot ud fra en ekstern database. Den kan derfor have sproglige fejl eller mangler. Denne skabelon kan fjernes efter kontrol af indholdet. |

The Burqaclad Avenger er en kortfilm instrueret af Frida Hempel efter manuskript af Johanne Hansen, Frida Hempel.